# نبرد باتاآن (۱۹۴۵)
نبرد باتاآن (انگلیسی: Battle of Bataan) یکی از نبردهای جنگ اقیانوس آرام بود.